# Pseudorhaphitoma albula
Pseudorhaphitoma albula é uma espécie de gastrópode do gênero Pseudorhaphitoma, pertencente a família Mangeliidae.